# Robbie Slater
Pour les articles homonymes, voir Slater.
Robbie Slater (né le 22 novembre 1964 à Ormskirk dans le Lancashire en Angleterre) est un ancien footballeur international australien. Il évoluait au poste de milieu offensif.

## Biographie

### En club

#### Jeunesse et formation
Robbie Slater naît à Ormskirk en Angleterre , durant sa jeunesse il émigre avec sa famille en Australie où il découvrira le football. En 1972, à l'âge de huit ans il intègre son premier club étant le Revesby Workers où il y restera trois saisons. Il part ensuite le temps d'une saison au sein du Panania RSL afin de poursuivre sa formation. De 1978 à 1982 il joua pour Auburn.

#### Débuts professionnels en Australie
En 1982, il signa son premier contrat professionnel au sein du Saint-George Saints, club évoluant en National Soccer League pour une durée de quatre ans. Lors de sa première saison, il remporte son premier trophée majeur à savoir le Championnat d'Australie. Cette performance lui vaut d'être supervisé notamment par Nottingham Forest où il effectua plusieurs essais. Malheureusement, les deux clubs ne trouvant aucun accord, il continua sa carrière au sein du club australien avant de signer en 1987 pour le Sydney United. C'est avec deuxième club australien qu'il remporta la Coupe d'Australie en 1987.

#### Découverte de l'Europe

##### RSC Anderlecht
Alors qu'il devait initialement signer au sein du club croate du Hadjuk Split, Robbie Slater décide finalement de partir pour la Belgique en signant au RSC Anderlecht en 1989. Néanmoins, l'australien effectua une saison blanche, barré par des joueurs tels que Patrick Vervoort, Milan Jankovic ou Charles Musonda.

##### RC Lens
En manque cruel de temps de jeu, l'australien mit fin à son aventure belge en 1990 et décida de signer au sein du Racing Club de Lens, club français évoluant alors en Division 2. Lors de sa première saison, il accèda à la montée en Division 1 et devint alors un élément majeur du club artésien. Travailleur et infatigable, il remporta le Ballon d'Or océanien en 1991. D'ailleurs, son trophée lui fut remis lors du fameux RC Lens-Olympique de Marseille, en février 1992, une rencontre gravée dans le marbre avec un record d'affluence : 48 912 spectateurs ce soir-là. Apprécié par les supporters lensois pour son travail et son humilité, il disputa quatre saisons au Racing avec 121 rencontres jouées pour 8 buts inscrits. Son aventure fut tâchée par une agression d'un supporter parisien à son encontre à l'aide d'une batte de baseball .

##### Blackburn Rovers
Lors de l'intersaison en 1994, Slater retrouve l'Angleterre en signant pour les Blackburn Rovers, évoluant alors en Premier League. Il devint un joueur indiscutable lors de la première moitié de saison avant de connaître une seconde partie plus compliquée. Néanmoins, c'est avec ce club qu'il remportera le plus beau trophée de sa carrière : le Championnat d'Angleterre 1994-1995 .

##### West Ham United
En août 1995, il est au cœur d'un échange avec Matthew Holmes rejoignant West Ham United pour 600 000 livres sterling. Il joua son premier match le 26 août 1995 lors d'un match nul 1-1 face à Nottingham Forest. Le 2 décembre 1995, il marqua son premier but face à son ancien club des Blackburn Rovers. Robbie Slater fera 29 apparitions toutes compétitions confondues .

##### Southampton FC
Seulement une saison après, il signe au sein du Southampton FC de Graeme Souness pour un montant de 250 000 livres sterling. Pour sa première saison, il fera une saison pleine évitant la relégation du club en fin de saison. Robbie Slater marqua son premier but sous ses nouvelles couleurs le 3 mai 1997 face aux Blackburn Rovers, grâce à une passe d'Egil Østenstad. Le 4 janvier 1997 lors d'un match de FA Cup, Slater se voit exclure par l'arbitre Graham Poll lors de la dernière minute du match pour un saut d'humeur envers l'arbitre de touche. Lors de la seconde saison, Southampton recrute comme nouvel entraîneur Dave Jones. Slater ne fera pas partie des plans du nouvel arrivant et jouera son dernier match le 19 janvier 1998 face à Manchester United.

##### Wolverhampton Wanderers
En mars 1998, il est transféré aux Wolverhampton Wanderers où il y jouera rarement. Lors de la demi-finale de FA Cup contre Arsenal, il se voit être mis sur le banc .

#### Fin de carrière en Australie
En 1998, il retourne en Australie en signant au Northern Spirit, club promu en National League Soccer. Il y terminera sa carrière lors de la saison 2000-2001.

### En sélection
Robbie Slater honore sa première sélection le 7 juillet 1988 lors d'une défaite 1-0 face au Brésil en match amical. Il fera au total 44 apparitions avec les Socceroos. Le 17 juin 1997, il marque son premier but international lors d'une victoire 6-2 face aux Îles Salomon. En novembre 1997, il rate de peu la qualification à la Coupe du Monde 1998 avec son équipe nationale en s'inclinant face à l'Iran en barrages. Il disputa son dernier match le 16 décembre 1997 lors de la Coupe des Confédérations 1997 face à l'Arabie Saoudite. Il est élu membre du Hall of Fame australien en 1998 .

## Vie privée
Dans les années 90, Robbie Slater sort son autobiographie intitulée "The Ward Way" , L'australien fût également commentateur et analyste pour la chaîne Fox Sports  commentant notamment les matchs de A-League. Robbie Slater a été impliqué dans une controverse après avoir écrit pour The Telegraph, concernant un incident avec Harry Kewell .

## Palmarès

### En club
Saint-George Saints
- Championnat d'Australie
  - Champion en 1983

 Sydney United
- Coupe d'Australie
  - Vainqueur en 1987

 Blackburn Rovers
- Championnat d'Angleterre
  - Champion en 1995 [10]

### En équipe nationale
Australie
- Coupe des confédérations
  - Finaliste en 1997

## Distinctions individuelles
Il est nommé Footballeur océanien de l'année en 1991 et 1993 lorsqu'il évoluait au RC Lens.

## Honneurs
- Chevalier de l'ordre d'Australie (2021) [11].